# بجان (يافع)

تعديل مصدري - تعديل

بجان هي إحدى قرى عزلة لبعوس بمديرية يافع التابعة لمحافظة لحج، بلغ تعداد سكانها 178 نسمة حسب تعداد اليمن لعام 2004.